# 유모

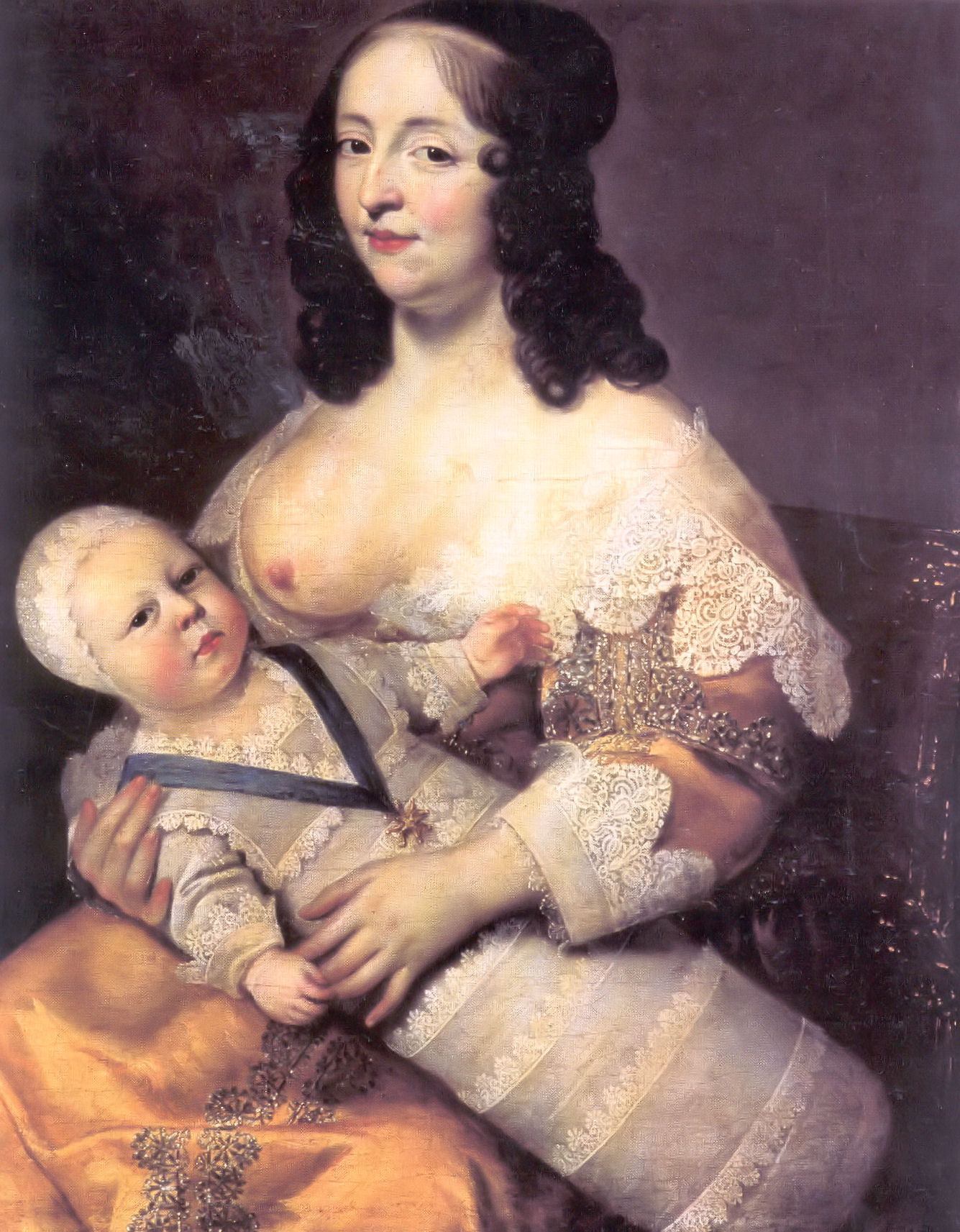
루이 14세 왕이 유아였을 때 유모를 통하여 젖을 먹기도 했다.

유모(乳母)는 어머니를 대신하여 유아에게 젖을 먹여 길러 주는 여성을 가리킨다. 젖어머니라고도 한다. 어미가 스스로 아이를 돌볼 수 없을 때 유모가 쓰인다. 그래서 아이를 낳은 지 얼마 안 되어 젖이 나오는 여성만 유모로 일하는 게 가능하다.
젖을 먹이지 않는 보모나 베이비시터는 유모가 아니다.

## 같이 보기
- 모유 수유
- 모유
- 유모차
- 카리타 로마나